# KZ Гидры
KZ Гидры (лат. KZ Hydrae), HD 94033 — двойная звезда в созвездии Гидры на расстоянии приблизительно 1140 световых лет (около 350 парсек) от Солнца. Видимая звёздная величина звезды — от +10,26m до +9,46m.
Открыта Энтони Пшибыльским и М. С. Бесселлом в 1975 году**.

## Характеристики
Первый компонент — бело-голубая пульсирующая переменная звезда типа SX Феникса (SXPHE) спектрального класса B9III-IV, или B9III, или A0. Масса — около 0,9 солнечной, радиус — около 1,86 солнечного, светимость — около 8,517 солнечной. Эффективная температура — около 7337 K.
Второй компонент. Масса — не менее 0,66 солнечной. Орбитальный период — около 9788 суток (26,8 года).
Поскольку спектроскопически никогда не наблюдалось никаких признаков компаньона, а наблюдаемый индекс цвета b−y исключает возможность того, что компаньон является звездой главной последовательности позднего типа, KZ Гидры является первой переменной типа SX Феникса, у которой вырожденный компаньон был однозначно обнаружен, основываясь на O−C-диаграмме*.